# Peter Walz (Handballspieler)
Peter Walz (* 27. April 1994) ist ein deutscher Handballspieler.

## Karriere
Peter Walz betrieb in der Jugend zunächst 6 Jahre das Ringen und wurde in der Altersklasse 14/15 deutscher Meister. Parallel zum Ringen spielte er Handball und widmete sich ab der 8. Klasse dann nur noch dem Handball. 2013 wechselte er aus der Jugend der HSG Völklingen zum Zweitligisten HG Saarlouis. Hier spielte er gemeinsam mit seinem Bruder Lars Walz und war zudem Kapitän. 2018 stieg er mit Saarlouis in die 3. Liga ab. In der Saison 2020/21 pausierte aufgrund der COVID-19-Pandemie der Spielbetrieb der 3. Liga ab November. Im Februar wechselte er zunächst für die restliche Saison zum Zweitligisten ThSV Eisenach. Nach der Saison blieb er weiter bei Eisenach und unterschrieb einen Drei-Jahres-Vertrag. Zudem übernahm er das Amt des Kapitäns der Mannschaft. 2023 stieg er mit Eisenach in die 1. Bundesliga auf.

## Privat
Sein Bruder Lars Walz spielte ebenfalls Handball bei der HG Saarlouis. Peter Walz arbeitet bei der Polizei.